# 利弗莫尔 (肯塔基州)
利弗莫尔（英語：Livermore），是美国肯塔基州的一座城市。面积约为2.6平方公里（1平方英里）。根据2010年美国人口普查，该市的人口为1,365人。